# Gene Cantamessa
Gene S. Cantamessa (* 17. Februar 1931 in New York City, New York; † 8. November 2011 in Los Angeles, Kalifornien) war ein US-amerikanischer Tontechniker. Er erhielt für seine Arbeit sieben Oscar-Nominierungen, wobei er 1983 den Preis für den besten Ton im Film E.T. – Der Außerirdische gewinnen konnte.

## Leben
Gene „Gino“ Cantamessa war seit Ende der 1960er Jahre bei knapp 70 Hollywood-Filmen für den Ton verantwortlich. Insbesondere für die Regisseure Mel Brooks, Ivan Reitman und Mike Nichols arbeitete er in zahlreichen Filmen mit.
1973 wurde er zusammen mit Richard Portman für den Film Bill McKay – Der Kandidat von Michael Ritchie erstmals für einen Oscar in der Kategorie Bester Ton nominiert. Es sollten bis zum Ende seiner Karriere sechs weitere Nominierungen folgen.
So etwa für die Filme Unheimliche Begegnung der dritten Art und 1941 – Wo bitte geht’s nach Hollywood von Steven Spielberg. Für den ebenfalls von Spielberg produzierten Blockbuster E.T. – Der Außerirdische gewann Cantamessa gemeinsam mit unter anderem Robert Knudson bei der Oscarverleihung 1983 erstmals den Oscar als bester Tontechniker.
Weitere Nominierungen als Würdigung seiner Arbeit gab es für Cantamessa 1979 und 1983 bei den British Academy Film Awards, ebenfalls in der Kategorie Bester Ton, und 1997 bei den Awards der Cinema Audio Society für den Film The Birdcage – Ein Paradies für schrille Vögel. Dort wurde er 1999 auch mit einem Preis für sein Lebenswerk ausgezeichnet.
In den 1980ern und frühen 90ern war er bei drei Filmen der Star-Trek-Reihe für den Ton zuständig, auch hierfür erhielt er 1987 eine Oscarnominierung. Bei zwei der drei Filmen war sein Sohn Steve als Tonassistent an seiner Seite tätig. Weitere bekannte Filme, in denen Cantamessa mitwirkte, waren zum Beispiel Ghostbusters – Die Geisterjäger, Twins – Zwillinge mit Arnold Schwarzenegger und Danny DeVito in den Hauptrollen oder Space Jam mit Basketballstar Michael Jordan.
Gene Cantamessa starb am 8. November 2011 im Alter von 80 Jahren in Los Angeles, Kalifornien. Seine letzte Ruhestätte befindet sich auf dem Forest Lawn Memorial Park in Hollywood Hills, wo er am 14. November 2011 beigesetzt wurde.

## Filmografie (Auswahl)
- 1969: Der Gauner (The Reivers)
- 1972: Bill McKay – Der Kandidat (The Candidate)
- 1972: Magnum Heat (Hickey & Boggs)
- 1972: In schlechter Gesellschaft (Bad Company)
- 1974: Der wilde wilde Westen (Blazing Saddles)
- 1974: Frankenstein Junior (Young Frankenstein)
- 1975: Nevada Pass (Breakheart Pass)
- 1976: Die Bären sind los (The Bad News Bears)
- 1976: C.R.A.S.H. (Mother, Jugs & Speed)
- 1977: Schwarzer Sonntag (Black Sunday)
- 1977: Unheimliche Begegnung der dritten Art (Close Encounters of the Third Kind)
- 1977: Mel Brooks’ Höhenkoller (High Anxiety)
- 1979: Prophezeiung (Prophecy)
- 1979: 1941 – Wo bitte geht’s nach Hollywood (1941)
- 1980: Von Küste zu Küste (Coast to Coast)
- 1981: Mel Brooks – Die verrückte Geschichte der Welt (History of the World, Part I)
- 1981: Ich glaub’, mich knutscht ein Elch! (Stripes)
- 1982: Flammen am Horizont (Wrong Is Right)
- 1982: E.T. – Der Außerirdische (E.T. the Extra-Terrestrial)
- 1983: Der große Frust (The Big Chill)
- 1983: Sein oder Nichtsein (To Be or Not to Be)
- 1984: Star Trek III: Auf der Suche nach Mr. Spock (Star Trek III: The Search for Spock)
- 1984: Ghostbusters – Die Geisterjäger (Ghostbusters)
- 1984: 2010: Das Jahr, in dem wir Kontakt aufnehmen (2010: The Year We Make Contact)
- 1985: St. Elmo’s Fire – Die Leidenschaft brennt tief (St. Elmo’s Fire)
- 1985: Das Messer (Jagged Edge)
- 1986: Diese zwei sind nicht zu fassen (Running Scared)
- 1986: Star Trek IV: Zurück in die Gegenwart (Star Trek IV: The Voyage Home)
- 1987: Der Mann im Hintergrund (Someone to Watch Over Me)
- 1987: Das Wunder in der 8. Straße (*batteries not included)
- 1988: Nico (Above the Law)
- 1988: Presidio (The Presidio)
- 1988: Caddyshack II
- 1988: Twins – Zwillinge (Twins)
- 1989: Ghostbusters II
- 1989: Harlem Nights
- 1990: Grüße aus Hollywood (Postcards from the Edge)
- 1990: Kindergarten Cop
- 1991: In Sachen Henry (Regarding Henry)
- 1991: Bill & Ted’s verrückte Reise in die Zukunft (Bill & Ted’s Bogus Journey)
- 1991: Star Trek VI: Das unentdeckte Land (Star Trek VI: The Undiscovered Country)
- 1993: Dave
- 1996: The Birdcage – Ein Paradies für schrille Vögel (The Birdcage)
- 1996: Space Jam
- 1997: Das Relikt (The Relic)
- 1997: Ein Vater zuviel (Fathers’ Day)
- 1998: Sechs Tage, sieben Nächte (Six Days Seven Nights)
- 1999: End of Days – Nacht ohne Morgen (End of Days)

## Auszeichnungen und Nominierungen
Oscar
- 1973: Nominierung in der Kategorie Bester Ton für den Film Bill McKay – Der Kandidat
- 1975: Nominierung in der Kategorie Bester Ton für den Film Frankenstein Junior
- 1978: Nominierung in der Kategorie Bester Ton für den Film Unheimliche Begegnung der dritten Art
- 1980: Nominierung in der Kategorie Bester Ton für den Film 1941 – Wo bitte geht’s nach Hollywood
- 1983: Gewinner in der Kategorie Bester Ton für den Film E.T. – Der Außerirdische
- 1985: Nominierung in der Kategorie Bester Ton für den Film 2010: Das Jahr, in dem wir Kontakt aufnehmen
- 1987: Nominierung in der Kategorie Bester Ton für den Film Star Trek IV: Zurück in die Gegenwart

British Academy Film Award
- 1979: Nominierung in der Kategorie Bester Ton für den Film Unheimliche Begegnung der dritten Art
- 1983: Nominierung in der Kategorie Bester Ton für den Film E.T. – Der Außerirdische

Cinema Audio Society Award
- 1997: Nominierung in der Kategorie Bester Ton für den Film The Birdcage – Ein Paradies für schrille Vögel
- 1999: Gewinner des Preises für das Lebenswerk